# Corby
Corby è una città e un distretto metropolitano con status di borough del Regno Unito, nella contea inglese del Northamptonshire. Secondo una statistica dell'Office for National Statistics effettuata nel 2017 è la città più infelice dell'Inghilterra

## Parrocchie civili
Nel distretto si trovano solo le seguenti parrocchie civili:
- Cottingham
- East Carlton
- Gretton
- Middleton
- Rockingham
- Stanion
- Weldon